# Antinoos
Antinoos (110 Bolu – 130 Nil) byl řecký mladík, společník a milenec císaře Hadriána. Jednalo se o šlechtice z Klaudiopole (dnešní Bolu v Turecku), který se stal Hadriánovým chráněncem a oblíbencem.
V roce 130 se Antinoos při Hadriánově návštěvě Egypta utopil v Nilu. Podle některých pramenů se jednalo o nehodu, podle jiných o sebeobětování za svého pána, neboť věštci tvrdili, že jen tak se prodlouží císařův život. Smrt dvacetiletého muže citově velmi zasáhla Hadriána. Ten na Antinoovu památku postavil město Antinoúpolis (dnešní aš-Šajch Ibáda v Egyptě), dal Antinoovi přiznat božské pocty a zasvětil mu chrám.